# Nordlig solitärtrast
Nordlig solitärtrast (Myadestes townsendi) är en fågel i familjen trastar inom ordningen tättingar, den enda bland solitärtrastarna som förekommer i Nordamerika.

## Kännetecken

### Utseende
Den nordliga solitärtrasten är en 20-24 cm lång gråaktig fågel med lång stjärt. Näbben är kort, tjock och svartaktig. Fjäderdräkten är grå, med beige på vingband och kanten av vingpennorna samt vitt på de yttre stjärtpennorna. Runt ögat syns en tydlig vit ring. Den ses sitta rätt upprätt, ofta högt på en gren och helt stilla under en lång stund.

### Läte
Sången består av högljudda, melodiska och flöjtlika stigande och sjunkande fraser, med "låga, hurtiga toner inblandade utan distinkt mönster" och "en något mekanisk karaktär". Lätet är ett gnissligt eeek eller en "klar, mjuk vissling heeh".

## Utbredning och systematik
Nordlig solitärtrast delas in i två underarter med följande utbredning:
- Myadestes townsendi townsendi – förekommer ifrån centrala Alaska till västra USA, Baja California och nordvästra Mexiko.
- Myadestes townsendi calophonus – förekommer i norra Mexiko (södra Chihuahua till Durango, Jalisco och Zacatecas)

## Levnadssätt
Nordlig solitärtrast häckar i bergsbelägna skogstrakter. Vintertid kan den röra sig till lägre omgivningar på jakt efter föda, inklusive Great Plains, norra inre Mexiko och till och med ökenområden. Den lever huvudsakligen av insekter och bär, vintertid nästan enbart enbär och formar då vinterrevir kring enbuskar som den försvarar aggressivt.

### Häckning
Boet liknar andra solitärtrastars, en skål av fint växtmaterial som placeras nära eller på marken. Fågeln lägger tre till fyra gråvita ägg med bruna fläckar.

## Status och hot
Arten har ett stort utbredningsområde och en stor population, och tros öka i antal. Utifrån dessa kriterier kategoriserar internationella naturvårdsunionen IUCN arten som livskraftig (LC).

## Namn
Fågelns vetenskapliga artnamn hedrar John Kirk Townsend (1809-1851), amerikansk ornitolog, upptäcktsresande och samlare av specimen.